# Gran Premio di Parigi 1950
Il Gran Premio di Parigi 1950 è stato una gara extra-campionato di Formula 1 tenutasi il 30 aprile, 1950 sul Circuito di Montlhéry a Parigi, in Francia.
La corsa, disputatasi su un totale di 50 giri, è stata vinta dal francese Georges Grignard su Talbot-Lago T26C. Curiosamente solamente tre piloti hanno completato la corsa.

## Gara

### Risultati
| Pos | Nr | Pilota                | Vettura          | Giri | Tempo/Ritiro      |
| --- | -- | --------------------- | ---------------- | ---- | ----------------- |
| 1   | 8  | Georges Grignard      | Talbot-Lago T26C | 50   | 2h05:38.8         |
| 2   | 15 | Louis Gérard          | Delage 3000      | 46   | + 4 giri          |
| 3   | 12 | Marc Versini          | Delage 3000      | 45   | + 5 giri          |
| Rit | 6  | Raymond Sommer        | Talbot-Lago T26C | 33   | Motore            |
| Rit | 17 | Stirling Moss         | HWM-Alta         | 33   | Biella            |
| Rit | 5  | Pierre Levegh         | Talbot-Lago T26C | 28   | Motore            |
| Rit | 11 | Jean Judet            | Maserati 4CL     | 26   | Serbatoio Benzina |
| Rit | 4  | Louis Rosier          | Talbot-Lago T26C | 21   | Motore            |
| Rit | 16 | George Abecassis      | HWM-Alta         | 11   | Motore            |
| Rit | 14 | Auguste Veuillet      | Delage 3000      | 2    | Asse Posteriore   |
| Ret | 9  | Guy Mairesse          | Talbot-Lago T26C | 2    | Serbatoio Benzina |
| NA  | 1  | Henri Louveau         | Maserati 4CL     |      |                   |
| NA  | 2  | Yves Giraud-Cabantous | Talbot-Lago T26C |      |                   |
| NA  | 3  | Philippe Étancelin    | Talbot-Lago T26C |      |                   |
| NA  | 7  | Johnny Claes          | Talbot-Lago T26C |      |                   |
| NA  | 10 | Jean Estager          | Talbot-Lago T26C |      |                   |